# Selección de fútbol sala de Indonesia
La Selección de fútbol sala de Indonesia es el equipo que representa al país en la Copa Mundial de fútbol sala de la FIFA, en el Campeonato Asiático de Futsal y en otros torneos de la especialdad; y es controlado por la Asociación de Fútbol de Indonesia.

## Estadísticas

### Copa Mundial de Futsal FIFA
| Copa Mundial de fútbol sala de la FIFA | Copa Mundial de fútbol sala de la FIFA | Copa Mundial de fútbol sala de la FIFA | Copa Mundial de fútbol sala de la FIFA | Copa Mundial de fútbol sala de la FIFA | Copa Mundial de fútbol sala de la FIFA | Copa Mundial de fútbol sala de la FIFA | Copa Mundial de fútbol sala de la FIFA |
| Año                                    | Ronda                                  | J                                      | G                                      | E                                      | P                                      | GF                                     | GC                                     |
| -------------------------------------- | -------------------------------------- | -------------------------------------- | -------------------------------------- | -------------------------------------- | -------------------------------------- | -------------------------------------- | -------------------------------------- |
| 1989 - 2000                            | No participó                           | No participó                           | No participó                           | No participó                           | No participó                           | No participó                           | No participó                           |
| 2004                                   | No clasificó                           | No clasificó                           | No clasificó                           | No clasificó                           | No clasificó                           | No clasificó                           | No clasificó                           |
| 2008                                   | No clasificó                           | No clasificó                           | No clasificó                           | No clasificó                           | No clasificó                           | No clasificó                           | No clasificó                           |
| 2012                                   | No clasificó                           | No clasificó                           | No clasificó                           | No clasificó                           | No clasificó                           | No clasificó                           | No clasificó                           |
| 2016                                   | Suspendido                             | Suspendido                             | Suspendido                             | Suspendido                             | Suspendido                             | Suspendido                             | Suspendido                             |
| 2021                                   | No clasificó                           | No clasificó                           | No clasificó                           | No clasificó                           | No clasificó                           | No clasificó                           | No clasificó                           |
| Total                                  | 0/9                                    | -                                      | -                                      | -                                      | -                                      | -                                      | -                                      |

### Copa Asiática de Futsal de la AFC
| Copa Asiática de Futsal de la AFC | Copa Asiática de Futsal de la AFC | Copa Asiática de Futsal de la AFC | Copa Asiática de Futsal de la AFC | Copa Asiática de Futsal de la AFC | Copa Asiática de Futsal de la AFC | Copa Asiática de Futsal de la AFC | Copa Asiática de Futsal de la AFC |
| Año                               | Ronda                             | J                                 | G                                 | E                                 | P                                 | GF                                | GC                                |
| --------------------------------- | --------------------------------- | --------------------------------- | --------------------------------- | --------------------------------- | --------------------------------- | --------------------------------- | --------------------------------- |
| 1999 - 2001                       | No participó                      | No participó                      | No participó                      | No participó                      | No participó                      | No participó                      | No participó                      |
| 2002                              | Fase de grupos                    | 4                                 | 1                                 | 1                                 | 2                                 | 12                                | 11                                |
| 2003                              | Fase de grupos                    | 3                                 | 0                                 | 0                                 | 3                                 | 14                                | 20                                |
| 2004                              | Fase de grupos                    | 4                                 | 1                                 | 0                                 | 3                                 | 11                                | 22                                |
| 2005                              | Primera ronda                     | 6                                 | 3                                 | 1                                 | 2                                 | 33                                | 20                                |
| 2006                              | Fase de grupos                    | 3                                 | 0                                 | 0                                 | 3                                 | 8                                 | 38                                |
| 2007                              | No clasificó                      | No clasificó                      | No clasificó                      | No clasificó                      | No clasificó                      | No clasificó                      | No clasificó                      |
| 2008                              | Fase de grupos                    | 3                                 | 1                                 | 0                                 | 2                                 | 6                                 | 20                                |
| 2010                              | Fase de grupos                    | 3                                 | 1                                 | 0                                 | 2                                 | 10                                | 9                                 |
| 2012                              | Fase de grupos                    | 3                                 | 0                                 | 0                                 | 3                                 | 6                                 | 23                                |
| 2014                              | Fase de grupos                    | 3                                 | 1                                 | 0                                 | 2                                 | 5                                 | 13                                |
| 2016                              | Suspendido                        | Suspendido                        | Suspendido                        | Suspendido                        | Suspendido                        | Suspendido                        | Suspendido                        |
| 2018                              | No clasificó                      | No clasificó                      | No clasificó                      | No clasificó                      | No clasificó                      | No clasificó                      | No clasificó                      |
| 2022                              | Cuartos de final                  | 4                                 | 2                                 | 0                                 | 2                                 | 13                                | 11                                |
| Total                             | 10/16                             | 36                                | 10                                | 2                                 | 24                                | 118                               | 187                               |

### Juegos Asiáticos Bajo Techo
| Asian Indoor and Martial Arts Games Record | Asian Indoor and Martial Arts Games Record | Asian Indoor and Martial Arts Games Record | Asian Indoor and Martial Arts Games Record | Asian Indoor and Martial Arts Games Record | Asian Indoor and Martial Arts Games Record | Asian Indoor and Martial Arts Games Record | Asian Indoor and Martial Arts Games Record | Asian Indoor and Martial Arts Games Record |
| Año                                        | Ronda                                      | J                                          | G                                          | E                                          | P                                          | GF                                         | GC                                         |                                            |
| ------------------------------------------ | ------------------------------------------ | ------------------------------------------ | ------------------------------------------ | ------------------------------------------ | ------------------------------------------ | ------------------------------------------ | ------------------------------------------ | ------------------------------------------ |
| 2005                                       | No participó                               | No participó                               | No participó                               | No participó                               | No participó                               | No participó                               | No participó                               |                                            |
| 2007                                       | Fase de grupos                             | 4                                          | 2                                          | 0                                          | 2                                          | 7                                          | 12                                         |                                            |
| 2009                                       | No participó                               | No participó                               | No participó                               | No participó                               | No participó                               | No participó                               | No participó                               |                                            |
| 2013                                       | Fase de grupos                             | 2                                          | 1                                          | 0                                          | 1                                          | 10                                         | 7                                          |                                            |
| Total                                      | 2/4                                        | 6                                          | 3                                          | 0                                          | 3                                          | 17                                         | 19                                         |                                            |

### Campeonato de la AFF
| AFF Futsal Championship Record | AFF Futsal Championship Record | AFF Futsal Championship Record | AFF Futsal Championship Record | AFF Futsal Championship Record | AFF Futsal Championship Record | AFF Futsal Championship Record | AFF Futsal Championship Record |
| Año                            | Ronda                          | J                              | G                              | E                              | P                              | GF                             | GC                             |
| ------------------------------ | ------------------------------ | ------------------------------ | ------------------------------ | ------------------------------ | ------------------------------ | ------------------------------ | ------------------------------ |
| 2001                           | No participó                   | No participó                   | No participó                   | No participó                   | No participó                   | No participó                   | No participó                   |
| 2003                           | 3.er lugar                     | 5                              | 3                              | 0                              | 2                              | 29                             | 22                             |
| 2005                           | 3.er lugar                     | 6                              | 3                              | 0                              | 3                              | 23                             | 21                             |
| 2006                           | Finalista                      | 5                              | 4                              | 0                              | 1                              | 19                             | 17                             |
| 2007                           | Fase de grupos                 | 3                              | 1                              | 1                              | 1                              | 6                              | 7                              |
| 2008                           | Finalista                      | 5                              | 4                              | 0                              | 1                              | 23                             | 9                              |
| 2009                           | 3.er lugar                     | 5                              | 3                              | 0                              | 2                              | 22                             | 16                             |
| 2010                           | Campeón                        | 5                              | 5                              | 0                              | 0                              | 24                             | 5                              |
| 2012                           | 3.er lugar                     | 6                              | 4                              | 0                              | 2                              | 45                             | 18                             |
| 2013                           | 4.º lugar                      | 6                              | 3                              | 0                              | 3                              | 39                             | 28                             |
| 2014                           | 4.º lugar                      | 6                              | 4                              | 1                              | 1                              | 35                             | 9                              |
| 2015                           | Descalificado                  | Descalificado                  | Descalificado                  | Descalificado                  | Descalificado                  | Descalificado                  | Descalificado                  |
| 2016                           | Suspendido                     | Suspendido                     | Suspendido                     | Suspendido                     | Suspendido                     | Suspendido                     | Suspendido                     |
| Total                          | 10/13                          | 52                             | 34                             | 2                              | 16                             | 265                            | 152                            |

### Juegos del Sureste
| Southeast Asian Games Record | Southeast Asian Games Record | Southeast Asian Games Record | Southeast Asian Games Record | Southeast Asian Games Record | Southeast Asian Games Record | Southeast Asian Games Record | Southeast Asian Games Record | Southeast Asian Games Record |
| Año                          | Ronda                        | J                            | G                            | E                            | P                            | GF                           | GC                           |                              |
| ---------------------------- | ---------------------------- | ---------------------------- | ---------------------------- | ---------------------------- | ---------------------------- | ---------------------------- | ---------------------------- | ---------------------------- |
| 2007                         | 3.er lugar                   | 4                            | 3                            | 0                            | 1                            | 23                           | 7                            |                              |
| 2011                         | 3.er lugar                   | 4                            | 2                            | 1                            | 1                            | 18                           | 16                           |                              |
| 2013                         | 3.er lugar                   | 4                            | 2                            | 1                            | 1                            | 12                           | 12                           |                              |
| 2015                         | No participó                 | No participó                 | No participó                 | No participó                 | No participó                 | No participó                 | No participó                 |                              |
| Total                        | 3/4                          | 12                           | 7                            | 2                            | 3                            | 53                           | 35                           |                              |